# Plouézec
Plouézec (en bretó Ploueg-ar-Mor) és un municipi francès, situat a la regió de Bretanya, al departament de Costes del Nord. L'any 1999 tenia 3.181 habitants. El 14 de novembre de 2008 el seu ajuntament va votar adherir-se a la carta Ya d'ar brezhoneg.

## Demografia
| 1962                                       | 1968  | 1975  | 1982  | 1990  | 1999  |
| ------------------------------------------ | ----- | ----- | ----- | ----- | ----- |
| 3.319                                      | 3.481 | 3.399 | 3.124 | 3.089 | 3.181 |
| Des de 1962: població sense dobles comptes |       |       |       |       |       |

## Administració
| Període   | Identitat       | Partit |
| --------- | --------------- | ------ |
| 1995-2008 | Raymond Charlès |        |
| 2008-     | Jacques Mangold |        |

## Personatges il·lustres
- Armans Ar C'halvez, sacerdot i activista bretó.